# 佩季基
49°52′53″N 23°9′20″E / 49.88139°N 23.15556°E
佩季基（烏克蘭語：Петики），是烏克蘭西部的村莊，隸屬利維夫州的亞沃里夫區。該村始建於1940年，面積0.05平方公里，海拔高度215米，2001年人口10，人口密度每平方公里192.31人。